# Derby Motoreta's Burrito Kachimba
Derby Motoreta's Burrito Kachimba (abrégé DMBK) est un groupe espagnol de rock, originaire de Séville, en Andalousie. Formé en 2017, le groupe fusionne le rock andalou avec le rock psychédélique, le flamenco, le stoner rock et le rock progressif, créant un style qui leur est propre et qu'ils appellent kinkidelia. Ce terme désigne une esthétique qui mélange la culture du quinconce avec le psychédélisme, évoquant l'esprit du rock andalou des années 1970 et 1980.

## Histoire

### Débuts (2017–2018)
Le groupe émerge comme un projet entre amis et musiciens de la scène indépendante andalouse, issus de groupes tels que The Milkyway Express, Furia Trinidad, Glazz ou Quentin Gas et Los Zíngaros,. À ses débuts, DMBK se fait connaître avec des chansons auto-produites et diffusées sur des plateformes numériques. Dès ses premières démos, le groupe se distingue par son style unique, qui mêle l'héritage du rock andalou des années 1970 (influences telles que Triana, Medina Azahara ou Smash) avec l'énergie du rock contemporain et le caractère psychédélique du stoner rock,.
Le nom du groupe, vaste et frappant, est choisi de manière ironique et provocante, comme une déclaration d'intention : offrir quelque chose d'aussi excessif qu'original.

### Consolidation et succès (2019–2020)
En 2019, ils sortent leur premier album éponyme, Derby Motoreta's Burrito Kachimba, par l'intermédiaire de Primavera Labels. L'album est salué par la critique pour sa fraîcheur, son audace et pour avoir revitalisé l'héritage du rock andalou avec une approche contemporaine. L'album comprend la chanson Nana del Caballo Grande, avec la collaboration de Rocío Márquez, basée sur un poème de Federico García Lorca déjà interprété par Camarón, et la chanson Viejo mundo composée par Kiko Veneno. Il est nommé meilleur album national de 2019 par la presse musicale regroupée dans les prix Ruido, organisés par l'Asociación de Periodistas Musicales de España.
En 2021, ils sortent le single Gitana, un aperçu du prochain album du groupe, qui est utilisé pour la campagne Cruzcampo Gitana, pour la journée de l'Andalousie, avec d'autres artistes comme Camarón,. La même année, ils sortent leur deuxième album studio, Hilo Negro, produit par Jordi Gil et Tera Bada. Cet album confirme la maturité du groupe, avec une production plus soignée et un son plus sombre et plus dense, sans pour autant abandonner l'essence kinkidélica,. Il atteint la première place des ventes de vinyles en Espagne, une étape qui consolide leur statut de groupe parmi les plus prometteurs de la scène nationale. La même année, ils sont choisis pour composer la bande originale du film Les Lois de la frontière (Las leyes de la frontera) (réalisé par Daniel Monzón), une adaptation du roman homonyme de Javier Cercas. Leur travail sur ce film est nommé pour les prix Goya, ce qui leur ouvre les portes d'un public plus large et les met en contact avec le monde du cinéma.

### Internationalisation (depuis 2022)
Après le succès de Hilo negro, le groupe porte sa proposition musicale au-delà des frontières espagnoles, en tournant dans des pays comme le Mexique, l'Argentine, le Chili et les États-Unis, où ils sont particulièrement bien accueillis dans les circuits alternatifs et les festivals internationaux. En 2024, ils sortent leur troisième album, Bolsa amarilla y piedra potente, qui montre une plus grande sophistication dans les compositions et une exploration de nouveaux sons.
En 2024, ils sortent leur troisième album, Bolsa amarilla y piedra potente, dont les compositions sont une exploration de nouveaux sons. Des chansons comme Manguara, El Chinche ou El Valle montrent un équilibre entre leurs racines andalouses et une production plus moderne, avec des teintures électroniques, des riffs plus denses et des paroles introspectives. Cet album a été publié par Universal Music Spain, marquant un saut important en termes de diffusion et de soutien discographique. Le 24 janvier 2025, DMBK donne un concert historique au WiZink Center de Madrid. Pendant plus de trois heures, le groupe interprète l'ensemble de sa discographie, y compris son dernier album Bolsa amarilla et piedra potente, ainsi que des chansons de ses œuvres précédentes et la bande originale de Las leyes de la frontera. Le concert accueille des invités spéciaux : Ángeles Toledano, Anni B Sweet, Kiko Veneno, El Canijo de Jerez, Indio (Vetusta Morla), Julio Ródenas, Javi Ruibal, Álvaro Jushicú (The Milkyway Express) et Elena Gog.

## Discographie

### Albums studio
- 2018 : Derby Motoreta's Burrito Kachimba
- 2021 : Hilo negro
- 2024 : Bolsa Amarilla y Piedra Potente